# Марк Атій Бальб Старший
Марк Атій Бальб Старший (*Marcus Atius Balbus, 148 до н. е.  — 87 до н. е.) — політичний діяч часів Римської республіки.

## Життєпис
Походив з плебейського роду Атіїв. Народився у м. Аріція (в Лаціумі) у 148 році до н. е. у родині місцевого нобіля Марка Атія. Замолоду перебрався до Риму, де підтримував оптиматів. Породичався з родом Помпеїв. За свою ваду — заїкання — отримав прізвисько «Бальб», яке стало когноменом.
За невідомих обставин увійшов до сенату: тому розглядаються декілька версій — або Марк Атій був претором у рідному місті, або обіймав посаду квестора чи еділа в Римі. Під час протистояння між сулланцями та маріанцями був на боці перших. Помер у 87 році до н. е. в результаті цієї боротьби або від епідемії 87 року до н. е.

## Родина
Дружина — Помпея, донька Секста Помпея, претора 119 року до н. е.
Діти:
- Марк Атій Бальб, претор 62 року до н. е.